# Unternbibert

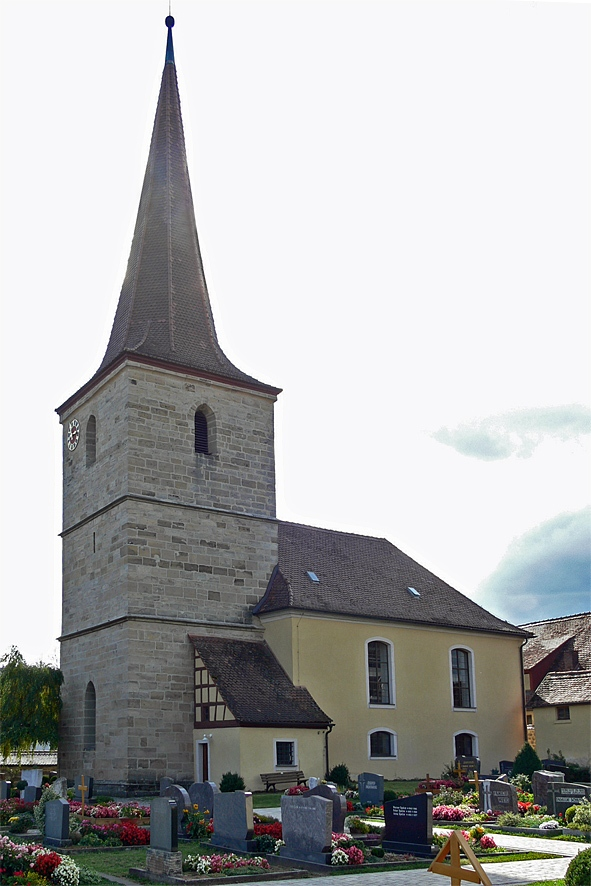
St. Bartholomäus

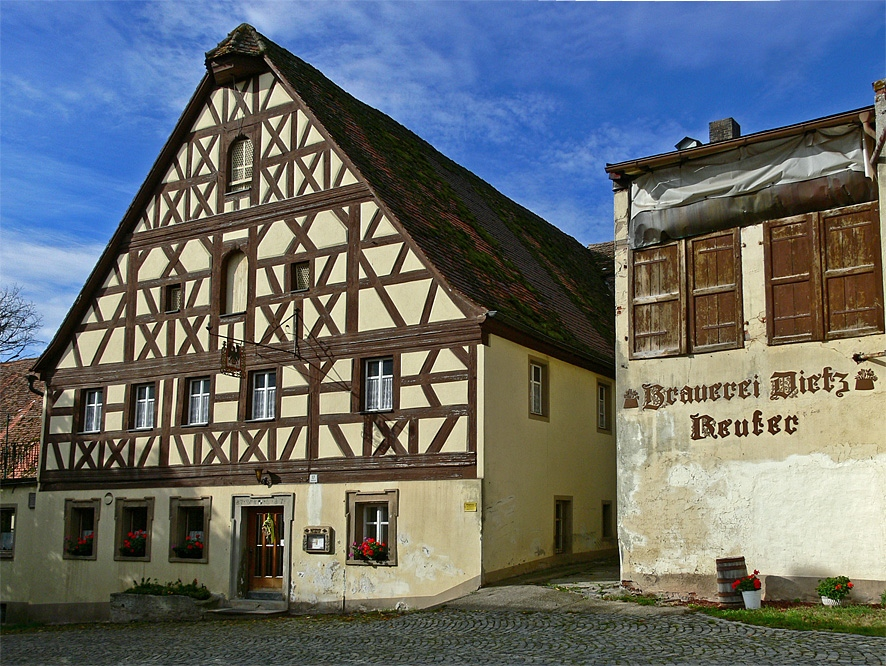
Gasthaus und Brauerei Dietz

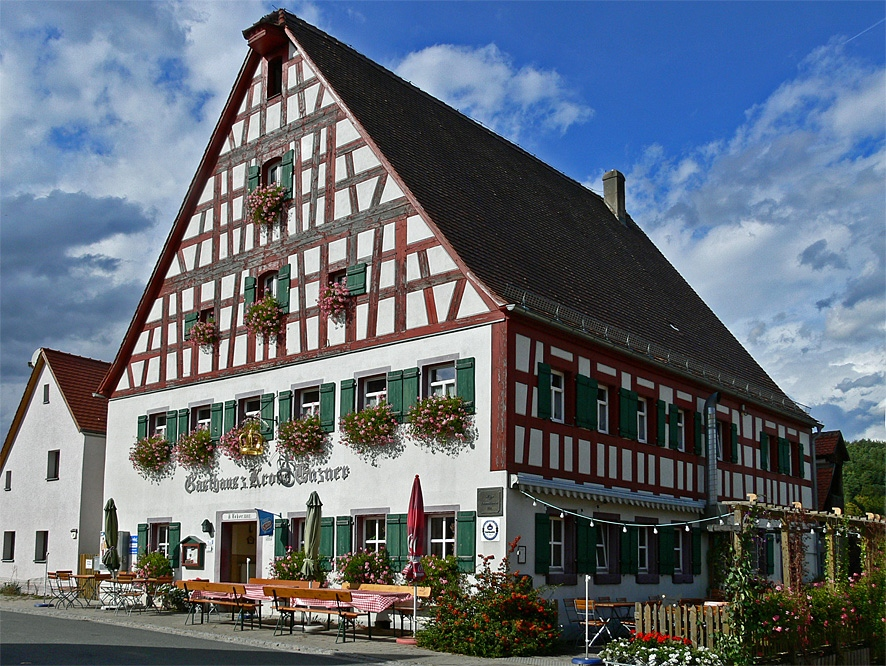
Gasthaus zur Krone

Unternbibert (fränkisch: Biewerd) ist ein Gemeindeteil der Gemeinde Rügland im Landkreis Ansbach (Mittelfranken, Bayern). Die Gemarkung Unternbibert hat eine Fläche von 14,589 km². Sie ist in 1424 Flurstücke aufgeteilt, die eine durchschnittliche Fläche von 10.245,12 m² haben. In ihr liegen neben dem namensgebenden Ort die Gemeindeteile Äußere Mühle, Daubersbach, Fladengreuth, Kräft, Obernbibert, Stockheim und Untere Mühle.

## Geografie
Das Pfarrdorf liegt an der Bibert. 0,5 km westlich des Ortes münden das Buchbächlein als rechter und der Fladengreuther Graben als linker Zufluss in die Bibert. Unmittelbar südlich des Ortes fließt der Stockheimer Bach, ein rechter Zufluss der Bibert. Im Norden liegt das Weinskershölzl, im Südwesten die Flur Vockenloch, 0,75 km südlich erhebt sich der Rüglander Berg  (445 m ü. NHN).
Die Kreisstraße AN 24 führt nach Obernbibert (2 km westlich) bzw. an der Unteren Mühle vorbei nach Frickendorf zur Staatsstraße 2255 (2 km östlich). Gemeindeverbindungsstraßen führen zur Staatsstraße 2245 (1,1 km nördlich), nach Stockheim (1,5 km südwestlich) und nach Fladengreuth (1,5 km nordwestlich).

## Geschichte
Der Ort wurde in einer Urkunde des Jahres 810 als „Piparodi“ erstmals erwähnt. Laut dieser Urkunde vermachte ein Graf Ekkipert seine Ansprüche, die er in diesem Ort hatte, an das Salvatorkloster in Spalt. Der Ortsname leitet sich von einem gleichlautenden Flussnamen ab. Dessen ursprüngliche Bedeutung ist unklar, wurde aber später, wie auch aus dem Ortswappen von Unternbibert ersichtlich ist, mit dem Biber in Verbindung gebracht.
Anfang des 15. Jahrhunderts wurde die St.-Barbara-Kirche errichtet, die ursprünglich eine Filiale von St. Laurentius (Flachslanden) war. Seit 1441 war St. Barbara eine eigenständige Pfarrei. Mit der Reformation wurde das Patrozinium auf den Apostel Bartholomäus abgeändert.
Gegen Ende des 18. Jahrhunderts bildete Unternbibert mit der Unteren und Äußeren Mühle eine Realgemeinde bestehend aus 33 Anwesen. Das Hochgericht übte das brandenburg-ansbachische Hofkastenamt Ansbach aus. Die Dorf- und Gemeindeherrschaft hatten das brandenburg-ansbachische Vogtamt Unternbibert und das Rittergut Rügland der Herren von Crailsheim gemeinsam inne. Grundherren waren das Vogtamt Unternbibert (17 Anwesen: 3 Höfe, 5 Güter, 1 Gut mit Backrecht, 2 Gütlein, 2 Mühlen, 1 Schmiede, 1 Tafernwirtschaft, 2 Leerhäuser), das Rittergut Rügland (15 Anwesen: 7 Güter, 1 Gut mit Badrecht, 1 Gut mit Backrecht, 1 Tafernwirtschaft, 5 Leerhäuser) und das brandenburg-bayreuthischen Kastenamt Dietenhofen (1 Gütlein). Neben diesen Anwesen gab es herrschaftliche (Amtshaus, Zehntscheune), kirchliche (Kirche, Pfarrgut) und kommunale Gebäude (Schule, Hirtenhaus, Brechhaus). Es gab zu dieser Zeit 32 Untertansfamilien, von denen 181⁄2 ansbachisch waren. Von 1797 bis 1808 unterstand der Ort dem Justiz- und Kammeramt Ansbach.
Im Jahre 1806 kam Unternbibert an das Königreich Bayern. Im Rahmen des Gemeindeedikts wurde 1808 der Steuerdistrikt Unternbibert gebildet, zu dem Äußere Mühle, Frickendorf, Götteldorf, Methlach, Stockheim und Untere Mühle gehörten. Die Ruralgemeinde Unternbibert entstand 1811 und war deckungsgleich mit dem Steuerdistrikt. Sie war in Verwaltung und Gerichtsbarkeit dem Landgericht Ansbach zugeordnet und in der Finanzverwaltung dem Rentamt Ansbach (1919 in Finanzamt Ansbach umbenannt). In der freiwilligen Gerichtsbarkeit unterstanden 14 Anwesen in Unternbibert von 1820 bis 1848 dem Patrimonialgericht Rügland.
Mit dem Zweiten Gemeindeedikt (1818) wurde Obernbibert von Virnsberg nach Unternbibert umgemeindet, während Götteldorf mit Methlach eine eigene Ruralgemeinde bildete. Am 1. Oktober 1821 wurde die Umgemeindung von Daubersbach, Fladengreuth und Kräft von Buch nach Unternbibert genehmigt. 1833 beantragten Götteldorf, Sondernohe, Unternbibert und Virnsberg einen Wechsel ins Landgericht Markt Erlbach, was jedoch abgelehnt wurde. Ab 1862 gehörte Unternbibert zum Bezirksamt Ansbach (1939 in Landkreis Ansbach umbenannt). Die Gerichtsbarkeit blieb beim Landgericht Ansbach, von 1870 bis 1879 war das Stadt- und Landgericht Ansbach zuständig, seit 1880 ist es das Amtsgericht Ansbach. Die Gemeinde hatte 1964 eine Gebietsfläche von 16,064 km².
Von besonderer Bedeutung war die Biberttalbahn, die den Ort ab 1915 mit Nürnberg verband. Nach dem Zweiten Weltkrieg kamen ca. 200 Vertriebene nach Unternbibert. Im Zuge der Gebietsreform in Bayern wurde Unternbibert am 1. Januar 1977 nach Rügland eingemeindet. Der Gemeindeteil Frickendorf kam jedoch zum Markt Dietenhofen.

### Baudenkmäler
In Unternbibert gibt es neun Baudenkmäler:
- Daubersbacher Straße 1: Ehemaliges Wohnstallhaus
- Hauptstraße 14: Ehemaliges Pfarrhaus
- Hauptstraße 16: evangelisch-lutherische Pfarrkirche St. Bartholomäus
- Hauptstraße 17: Gasthaus und Brauerei
- Hauptstraße 20: Ehemalige Schmiede
- Hauptstraße 26: Gasthaus zur Krone
- Grenzstein
- zwei mittelalterliche Steinkreuze aus Sandstein

ehemaliges Baudenkmal
- Haus Nr. 5: zweigeschossiger Massivbau bezeichnet 1760 mit Satteldach[19]

### Bodendenkmäler
In der Gemarkung Unternbibert gibt es vier Bodendenkmäler, darunter
- Burgstall eines ehemaligen Schlosses Schenkenstein am Weingartsholz[18]

### Einwohnerentwicklung
Gemeinde Unternbibert
| Jahr      | 1818   | 1821   | 1840   | 1852   | 1855   | 1861   | 1867   | 1871   | 1875   | 1880   | 1885   | 1890   | 1895   | 1900   | 1905   | 1910   | 1919   | 1925   | 1933   | 1939   | 1946   | 1950   | 1952   | 1961   | 1970   |
| Einwohner | 361    | 478    | 546    | 568    | 552    | 570    | 555    | 555    | 531    | 530    | 539    | 548    | 557    | 547    | 520    | 511    | 500    | 514    | 524    | 510    | 658    | 673    | 634    | 518    | 488    |
| Häuser    | 67     |        | 95     |        |        |        |        | 117    |        |        | 100    | 108    |        | 105    |        |        |        | 85     |        |        |        | 102    |        | 98     |        |
| Quelle    | [ 21 ] | [ 22 ] | [ 23 ] | [ 24 ] | [ 24 ] | [ 25 ] | [ 26 ] | [ 27 ] | [ 28 ] | [ 29 ] | [ 30 ] | [ 31 ] | [ 24 ] | [ 32 ] | [ 24 ] | [ 33 ] | [ 24 ] | [ 34 ] | [ 24 ] | [ 24 ] | [ 24 ] | [ 35 ] | [ 24 ] | [ 15 ] | [ 36 ] |

Ort Unternbibert
| Jahr      | 001638 | 001666 | 001818 | 001840 | 001861 | 001871 | 001885 | 001900 | 001925 | 001950 | 001961 | 001970 | 001987 | 002014 |
| Einwohner | 100    | 334    | 187    | 243    | *233   | 215    | 180    | 222    | 189    | 277    | 209    | 225    | 222    | *314   |
| Häuser    |        |        | 36     | 38     |        |        | 39     | 41     | 36     | 43     | 44     |        | 74     |        |
| Quelle    | [ 22 ] | [ 22 ] | [ 21 ] | [ 23 ] | [ 25 ] | [ 27 ] | [ 30 ] | [ 32 ] | [ 34 ] | [ 35 ] | [ 15 ] | [ 36 ] | [ 37 ] | [ 1 ]  |

### Wappen
Am 30. Juli 1965 erhielt die Gemeinde Unternbibert ein eigenes Gemeindewappen. Die Wappenbeschreibung lautet: „Schräg geteilt von Silber und Rot, oben eine linksgewendete gestürzte schwarze Hirschstange, unten ein steigender Biber in natürlichen Farben.“

## Religion
Der Ort ist seit der Reformation evangelisch-lutherisch geprägt und Sitz der Pfarrei St. Bartholomäus. Die Einwohner römisch-katholischer Konfession sind nach St. Dionysius (Virnsberg) gepfarrt.

## Historische Wege und Wanderwege
Etwa 1 km nördlich verläuft die Staatsstraße 2245. Die als Hochstraße bekannte Fernstraße war Teil der wichtigen Handelsroute zwischen den Reichsstädten Nürnberg und Rothenburg.
Durch Unternbibert verlaufen der Fernwanderweg Zollernweg und der Bibertrundweg nach Münchzell und zurück.